# Comando de Liberación Nacional (Brasil)
El autodenominado Comando de Liberación Nacional (portugués: Comando de Libertação Nacional, COLINA o Colina), también denominado simplemente “Comandos” en el Brasil, fue una organización armada brasileña de extrema izquierda que tenía como objetivo la instalación en dicho país de un régimen político y socioeconómico comunista, similar al de la Cuba revolucionaria a partir de su radicalización en 1961. Pretendía luchar contra la dictadura militar que, con el apoyo del gobierno de los Estados Unidos, se había instalado como consecuencia del golpe de Estado del 31 de marzo de 1964. Colina operó sobre todo durante la década de 1960, abrazando las ideas acerca de una revolución insurreccional izquierdista abogada por la Organización de Solidaridad de los Pueblos de África, Asia y América Latina (OSPAAL), comenzando a realizar acciones armadas en 1968, no sólo como forma propagandística sino como forma de buscar financiamiento para una eventual guerra de guerrillas rural.

## Historia
Se originó en 1967 en el estado de Minas Gerais, a través de la fusión de “Política Obrera” (portugués: Política Operária, POLOP o Polop), una organización que había sido fundada en 1961 -coincidiendo con la radicalización comunista de la Revolución cubana- como una facción izquierdista del Partido Socialista de Brasil, junto a algunos militares izquierdistas, abrazó las ideas defendidas por la OLAS y la OSPAAL, ejecutando desde 1968, acciones armadas de guerrilla rural.
El 1 de julio de 1968, João Lucas Alves, Severino Viana Colon, José Roberto Monteiro y Amílcar Baiardi asesinaron a tiros a un oficial en el barrio carioca de Gávea, creyendo que se trataba del oficial boliviano Mario Terán Salazar, cuando en realidad se trataba de un mayor de la entonces Alemania Occidental. Ante ese equívoco, el COLINA no asumió la autoría del fallido atentado.
El 1° de junio de 1968, João Lucas Alves, Severino Viana, José Roberto Monteiro y Amílcar Baiardi mataron a tiros a un oficial en el barrio carioca de Gávea, creyendo que se trataba del antedicho militar boliviano, cuando en realidad se trataba de Edward Ernest Tito Otto Maximilian von Westernhagen, un mayor del Ejército Alemán. Debido al mortal malentendido, COLINA se negó a asumir la responsabilidad por el atentado. Baiardi, el único de los cuatro militantes que sobrevivió a la dictadura militar brasileña (1964-1985) reveló en 1988 que esa organización había estado efectivamente en dicho ataque.
En noviembre de 1968, João Lucas fue arrestado y torturado hasta la muerte. Tres meses después Severino fue capturado y encarcelado, antes de aparecer muerto en su celda. Fue encontrado muerto en su celda, después de haberse supuestamente suicidado. No obstante, los homicidios disimulados de esa forma eran una práctica relativamente común en ese período, como lo revelaría posteriormente la muerte del periodista Vladimir Herzog.
A partir de 1969, cuando tuvo a varios de sus militantes presos, dio origen a VAR-Palmares, con el apoyo de exmiembros de la denominada VPR. El COLINA fue conocido por haberse involucrado en una confusa tentativa de “ajusticiamiento” del capitán boliviano Gary Prado, acusado de haber sido quien habría capturado y ejecutado al guerrillero argentino-cubano Che Guevara en Bolivia.
En enero de 1969 la policía civil del estado de Minas Gerais se trabó en un fuerte tiroteo con militantes de la organización mientras estaba realizando la búsqueda de uno de los “aparatos” de la misma, hecho que terminó en la muerte de dos miembros de la fuerza policial. Finalmente las fuerzas represivas lograron desbaratar al grupo y capturar a sus principales líderes. Uno de sus dirigentes, Murilo Pezzuti, fue una suerte de “cobayo” o “conejillo de indias” humano, en algunas clases de tortura que tuvieron lugar en la Villa Militar de Río de Janeiro durante el mismo año. En 1969, cuando varios militantes de COLINA estaban encarcelados, la pequeña organización se convirtió en la Vanguardia Armada Revolucionaria Palmares (abreviada a VAR Palmares), luego de su fusión con antiguos miembros del VPR.
El más famoso miembro de COLINA fue Dilma Rousseff, elegida presidenta de Brasil en la segunda vuelta electoral realizada el 31 de octubre de 2010. Aunque Rousseff se unió a la organización en su juventud, tuvo una participación secundaria o periférica en la misma.